# Communauté de communes Aunis Atlantique
Die Communauté de communes Aunis Atlantique ist ein französischer Gemeindeverband mit der Rechtsform einer Communauté de communes im Département Charente-Maritime in der Region Nouvelle-Aquitaine. Sie wurde am 1. Januar 2014 gegründet und umfasst 20 Gemeinden. Der Verwaltungssitz befindet sich im Ort Saint-Sauveur-d’Aunis.

## Mitgliedsgemeinden
| Gemeinde                                | Einwohner 1. Januar 2022 | Fläche km² | Dichte Einw./km² | Code INSEE | Postleitzahl |
| --------------------------------------- | ------------------------ | ---------- | ---------------- | ---------- | ------------ |
| Andilly                                 | 2.314                    | 28,63      | 81               | 17008      | 17230        |
| Angliers                                | 1.366                    | 10,74      | 127              | 17009      | 17540        |
| Benon                                   | 1.811                    | 46,62      | 39               | 17041      | 17170        |
| Charron                                 | 2.014                    | 37,54      | 54               | 17091      | 17230        |
| Courçon                                 | 2.081                    | 19,11      | 109              | 17127      | 17170        |
| Cramchaban                              | 648                      | 16,06      | 40               | 17132      | 17170        |
| Ferrières                               | 1.459                    | 7,59       | 192              | 17158      | 17170        |
| La Grève-sur-Mignon                     | 568                      | 11,48      | 49               | 17182      | 17170        |
| La Laigne                               | 494                      | 4,26       | 116              | 17201      | 17170        |
| La Ronde                                | 1.005                    | 20,79      | 48               | 17303      | 17170        |
| Le Gué-d’Alleré                         | 1.040                    | 7,55       | 138              | 17186      | 17540        |
| Longèves                                | 1.061                    | 12,63      | 84               | 17208      | 17230        |
| Marans                                  | 4.487                    | 82,49      | 54               | 17218      | 17230        |
| Nuaillé-d’Aunis                         | 1.259                    | 16,47      | 76               | 17267      | 17540        |
| Saint-Cyr-du-Doret                      | 683                      | 17,08      | 40               | 17322      | 17170        |
| Saint-Jean-de-Liversay                  | 3.050                    | 41,42      | 74               | 17349      | 17170        |
| Saint-Ouen-d’Aunis                      | 2.133                    | 8,82       | 242              | 17376      | 17230        |
| Saint-Sauveur-d’Aunis                   | 1.885                    | 19,66      | 96               | 17396      | 17540        |
| Taugon                                  | 772                      | 15,70      | 49               | 17439      | 17170        |
| Villedoux                               | 2.241                    | 15,84      | 141              | 17472      | 17230        |
| Communauté de communes Aunis Atlantique | 32.371                   | 440,48     | 73               | –          | –            |